# باد هرسفلد
شهر باد هرسفلد در ایالت هسن در کشور آلمان واقع شده است.

## نگارخانه

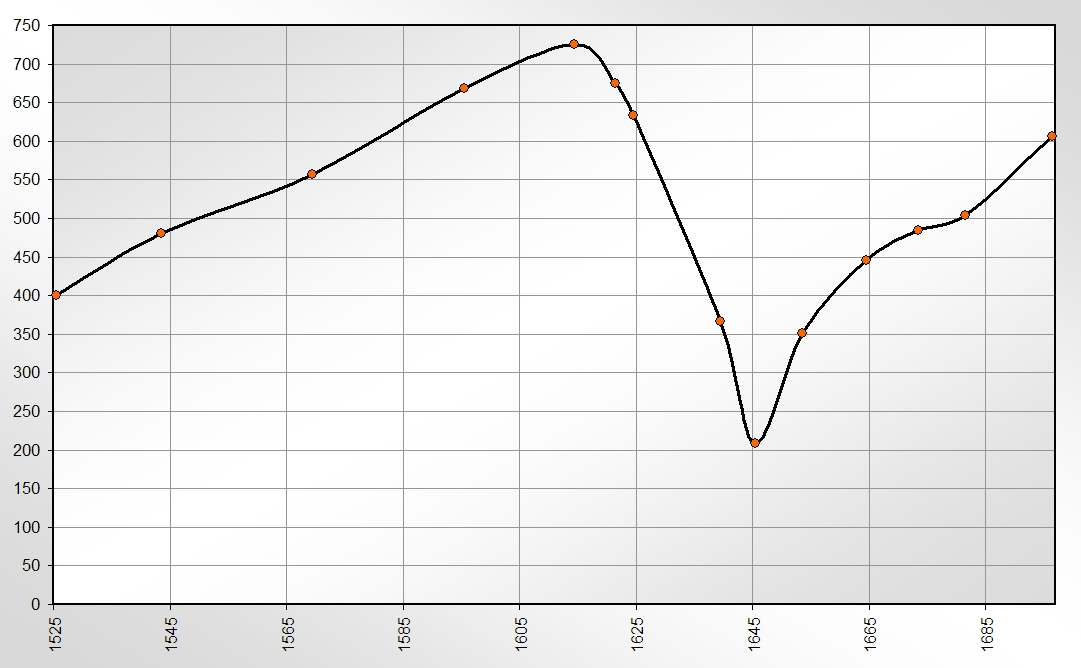
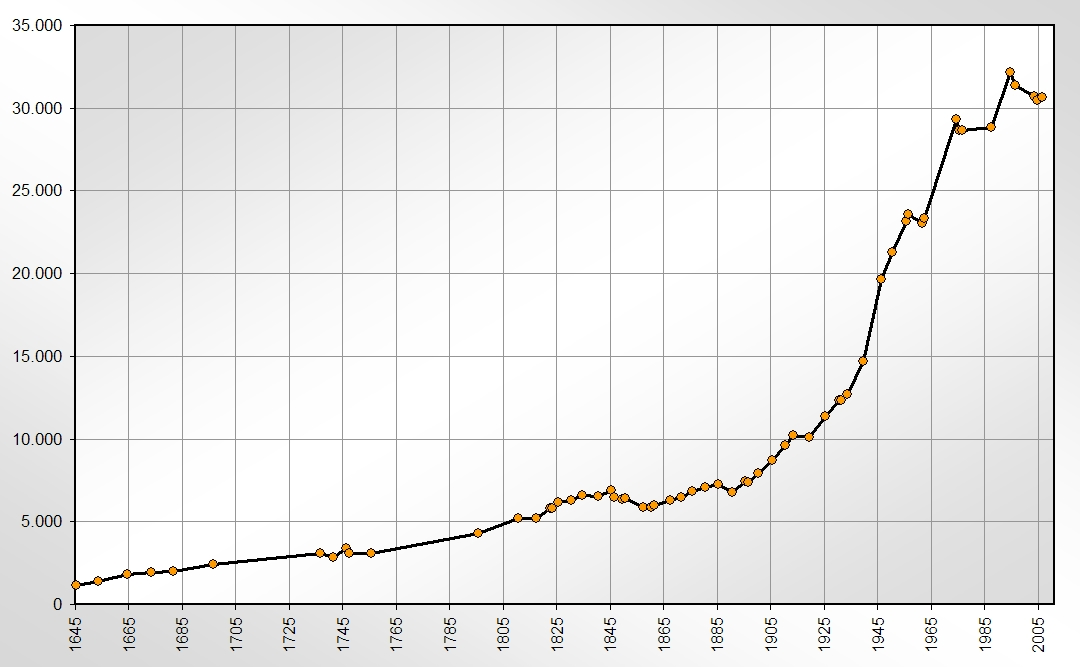
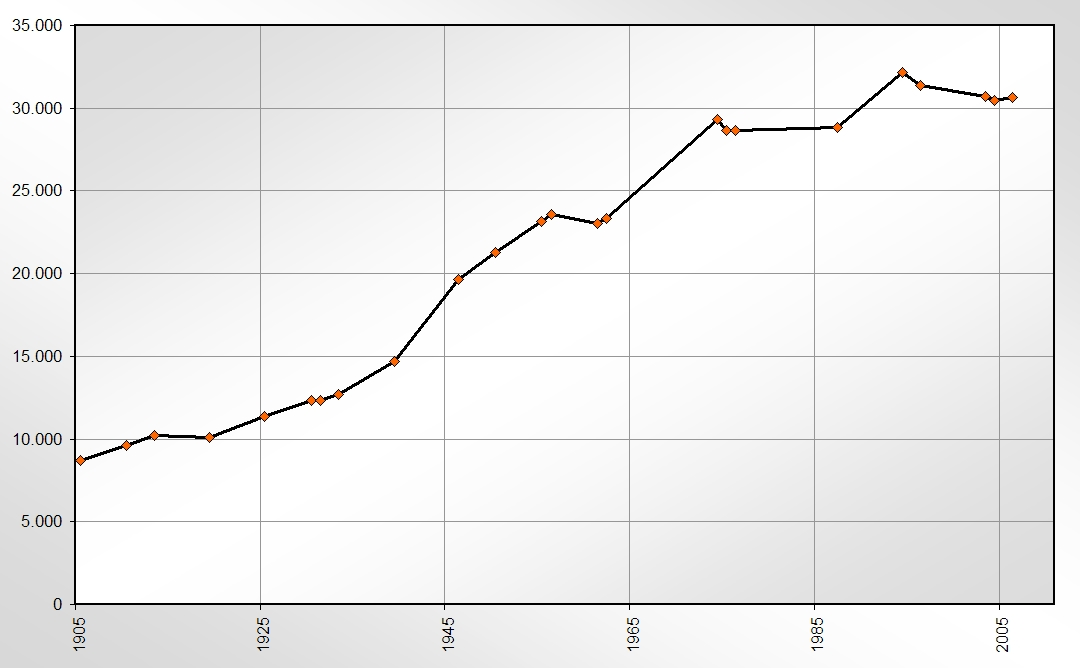